# Pływanie synchroniczne na Letnich Igrzyskach Olimpijskich 2020 – drużyny
Drużyny kobiet były jedną z dwóch konkurencji w pływaniu sychronicznym, jakie rozegrano podczas XXXII Letnich Igrzysk Olimpijskich w Tokio. Konkurencja została rozegrana w Tokyo Aquatics Centre w dniach 6-7 sierpnia 2021 roku.
Do rywalizacji przystąpiło 9 zespołów.
Na końcowy wynik składa się ocena uzyskana za program techniczny oraz ocena za program dowolny.

## Terminarz
| Data            |                    |
| --------------- | ------------------ |
| 6 sierpnia 2021 | Program techniczny |
| 7 sierpnia 2021 | Program dowolny    |

## Wyniki
| Kraj                        | Zawodniczki | Runda techniczna | Rudna dowolna | Łącznie  | Pozycja |
| --------------------------- | --- | ---------------- | ------------- | -------- | ------- |
| Rosyjski Komitet Olimpijski | Włada Czigiriowa, Marina Goladkina, Swietłana Kolesniczenko, Polina Komar, Aleksandra Packiewicz, Swietłana Romaszyna, Ałła Szyszkina, Marija Szuroczkina            | 97,2979          | 98,8000       | 196,0979 | złoto   |
| Chiny                       | Feng Yu, Guo Li, Huang Xuechen, Liang Xinping, Sun Wenyan, Wang Qianyi, Xiao Yanning, Yin Chengxin                                                                   | 96,2310          | 97,3000       | 193,5310 | srebro  |
| Ukraina                     | Maryna Aleksiwa, Władysława Aleksiwa, Marta Fiedina, Kateryna Reznik, Anastasija Sawczuk, Alina Szynkarenko, Ksenija Sydorenko, Jelizawieta Jachno                   | 94,2865          | 96,0333       | 190,3018 | brąz    |
| Japonia                     | Juka Fukumura, Yukiko Inui, Moeka Kijima, Okina Kyogoku, Mayu Tsukamoto, Akane Yanagisawa, Mashiro Yasunaga, Megumu Yoshida                                          | 93,3773          | 94,9333       | 188,3106 | 4.      |
| Włochy                      | Beatrice Callegari, Domiziana Cavanna, Linda Cerruti, Francesca Deidda, Costanza di Camillo, Costanza Ferro, Gemma Galli, Enrica Piccoli                             | 91,3372          | 92,8000       | 184,1372 | 5.      |
| Kanada                      | Emily Armstrong, Rosalie Boissonneault, Andrée-Anne Côté, Camille Fiola-Dion, Claudia Holzner, Audrey Joly, Halle Pratt, Jacqueline Simoneau                         | 91,4992          | 92,5333       | 184,0325 | 6.      |
| Hiszpania                   | Ona Carbonell, Berta Ferreras, Meritxell Mas, Alisa Ożogina, Paula Ramirez, Sara Saldana, Iris Tió, Blanca Toledano                                                  | 90,3780          | 91,5333       | 181,9113 | 7.      |
| Egipt                       | Laila Ali, Nora Azmy, Hanna Hiekal, Maryam Maghraby, Farida Radwan, Nihal Saafan, Shahd Samer, Jayda Sharaf                                                          | 77,9147          | 80,0000       | 157,9147 | 8.      |
| Australia                   | Carolyn Buckle, Hannah Burkhill, Kiera Gazzard, Alessandra Ho, Kirsten Kinash, Rachel Presser, Emily Rogers, Amie Thompson                                           | 75,6351          | 77,3687       | 153,0018 | 9.      |
| Grecja                      | Kominea Alzigkouzi, Eleni Fragkaki, Krystalenia Gialama, Pinelopi Karamesiou, Andriana Misikiewicz, Evangelia Papazoglou, Evangelia Platanioti, Georgia Vasilopoulou | DNS              | DNS           | DNS      | DNS     |